# ライズ オブ ナイトメア
『ライズ オブ ナイトメア』（RISE OF NIGHTMARES）は、2011年9月8日にセガより発売された、Xbox 360Kinect専用のホラーアドベンチャーゲームである。

## システム
ゲームの主人公のすべての動作は、Kinectの前のプレイヤーの動きを通じて行われる。
たとえば、目の前に梯子がある場合、プレイヤーが梯子をよじ登るジェスチャーをすることで、ゲームの中の主人公は梯子をのぼりだす。
また、武器を得ると、その武器ごとに必要となるジェスチャーもでてくる。
なお、難易度ノーマルをクリアすると、ハードモードと隠しACTが解放される。

## あらすじ
東欧を旅行していたジョシュとケイトの夫婦。ルーマニアで開かれるレイヴに参加しようとある列車に乗り込んだ。しかし、そこには恐怖が待ち受けていた。

## 登場人物
ジョシュ
主人公。元アルコール使用障害患者。一度症状は治まったが、失業したことでまた酒におぼれだした。そのため、妻との関係が悪化し、それを修復するために東欧を旅行していたが、恐怖に巻き込まれる。
ケイト
ジョシュの妻。母は北欧系で、父はフランス人。誠実な性格で、だらしのない夫とは衝突している。
イェリー
妖艶なロマ人の占い師。
ジェーン
知的なイギリス人心理学者。
ヴィクター
エルンストを操る、胡散臭いドイツ人学者。
エルンスト
鉄仮面をつけ、コートを羽織った謎の巨漢。
探偵
プレイヤーが行く先々で入手できるテープを残した私立探偵。ゲーム本編開始以前に、ヴィクターの捜査の依頼を受け、屋敷に潜入した。その後の消息は不明。後半で拾うテープの内容から察するに、ヴィクターに殺され、改造されたと思われる。